# Sweltsa holstonensis
Sweltsa holstonensis is een steenvlieg uit de familie groene steenvliegen (Chloroperlidae). De wetenschappelijke naam van de soort is voor het eerst geldig gepubliceerd in 1998 door Kondratieff & Kirchner.